# ボニファーティ
ボニファーティ（イタリア語: Bonifati）は、イタリア共和国カラブリア州コゼンツァ県にある、人口約2,800人の基礎自治体（コムーネ）。

## 地理

### 位置・広がり

#### 隣接コムーネ
隣接するコムーネは以下の通り。
- チェトラーロ
- サンジネート
- サンターガタ・ディ・エーザロ

## 行政

### 分離集落
ボニファーティには、以下の分離集落（フラツィオーネ）がある。
- Cirimarco, Cittadella del Capo, Iardino, Paneduro, Pero, San Candido, San Lorenzo, Sparvasile, Telegrafo,Timpone, Torrevecchia